# Admiradora secreta
Admiradora secreta (títol original: Secret Admirer) és una pel·lícula de comèdia romàntica adolescent de 1985 escrita i dirigida per David Greenwalt en el seu debut de llargmetratges, i protagonizanda per C. Thomas Howell, Lori Loughlin, Kelly Preston i Fred Ward. La banda sonora original va ser composta per Jan Hammer. La pel·lícula va ser produïda quan el cinema de comèdia de sexe d'adolescents estava en voga, a mitjan anys 80. Ha estat doblada al català.

## Argument
Michael Ryan és un estudiant d'institut que rep una carta d'amor anònima. Michael està obsessionat amb Deborah Ann Fimple, la més maca de la classe, i el seu millor amic, Roger, el convenç que la carta és seva. Tot i això, és totalment obvi que la seva amiga Toni Williams està enamorada d'ell. Michael escriu a Deborah Ann una carta d'amor anònima a canvi, i li demana a Toni que la hi lliuri. Toni s'adona que la carta és horrorosa i no és gens romàntica (Michael havia redactat la carta copiant frases de targetes d'amor), així que la reescriu. Elizabeth Fimple, la mare de Deborah Ann, descobreix la carta. El seu marit, un gelós agent de policia, Lou Fimple, la veu llegint-la. Roba la carta, i creu que la seva dona li és infidel i sospita del seu veí (i company de bridge) George Ryan. George també llegeix la carta per error, ja que la dona de Lou és la seva professora nocturna i d'alguna manera acaba en el seu llibre. Quan George li pregunta sobre això, suposa que ella vol tenir una aventura amb ell malgrat el fet que la seva dona i ella són amigues. Mentrestant, Lou mostra la carta a la dona de George, Connie, i li proposa descobrir als adúlters en plena acció. Al no rebre cap resposta de Deborah Ann, Michael escriu una segona carta, la qual Toni torna a reescriure.
Michael experimenta una sèrie de boges aventures amb els seus amics durant l'estiu. Després que Toni arregla una reunió entre els dos li diu a Deborah Ann que ell va ser el que va escriure les cartes d'amor, i finalment Deborah Ann accepta tenir una veritable cita amb ell durant la qual són gairebé descoberts pel promès universitari de Deborah Ann. Després que Michael s'adona que Deb és una snob superficial, i que no és tal com ell pensava trenquen la seva relació després de la seva festa d'aniversari on li diu que no pot ficar-se al llit amb ella com ella pretenia com a regal d'aniversari. Finalment, Lou i Connie no poden controlar-se en una partida de bridge: Lou assalta a George, i comencen una baralla entre els dos matrimonis. Quan Lou s'enfronta a la seva dona sobre la carta, Deborah Ann intervé i per tirar-li en cara al seu pare que llegeixi el seu correu privat. Debbie corre a la seva habitació i crida, mentre el matrimoni comprèn els errors comesos per culpa de la carta. Michael també s'enfronta als seus pares per llegir la seva carta i envair la seva intimitat.
Quan el semestre és a punt de començar, Michael (després de comprovar que la lletra de les cartes és la mateixa) s'adona que Toni va escriure la carta d'amor original. Corre a la seva casa i li diuen que s'ha anat a estudiar a l'estranger en un programa a bord un vaixell que la mantindrà fora durant un any sencer. Michael s'apressa al port després d'una breu batussa amb Steve, cridant el seu amor per Toni. Després de cridar el seu amor es tira a l'aigua i es dirigeix al vaixell nedant. Toni també es capbussa a l'aigua. En trobar-se s'abracen i es besen apassionadament.

## Repartiment
- C. Thomas Howell: Michael Ryan
- Kelly Preston: Deborah Ann Fimple
- Lori Loughlin: Toni Williams
- Fred Ward: Lou Fimple
- Dee Wallace Stone: Connie Ryan
- Cliff DeYoung: George Ryan
- Leigh Taylor-Young: Elizabeth Fimple
- Casey Siemaszko: Roger Despard
- Scott McGinnis: Steve Powers
- Corey Haim: Jeff Ryan
- Courtney Gains: Doug
- Janet Carroll: la mare de Toni